# Godo-olo
Godo-olo, ook wel geschreven als Godo-Olo, Godolo, Godoolo en Godo Holo en niet te verwarren met Godo, is een dorp in het Surinaamse ressort Tapanahony (district Sipaliwini), gelegen aan de rivier Tapanahony. Het dorp wordt voornamelijk bewoond door Aukaners.

## Geschiedenis en ligging
In 2006 werd het dorp (en 170 andere plaatsen die aan de rivier zijn gelegen) getroffen door overstromingen. Ook in 2008 werd het dorp getroffen.
Tot Godo Olo worden de gehuchten Fisiti, Pikienkondre of Miranda (ook wel Pikinkondee Mianda) en Saniki gerekend.

## Verblijf en vervoer
Bij Pikienkondre of Miranda ligt de Godo-olo Airstrip. Vanaf dit kleine vliegveld met onverharde landingsbaan voeren Blue Wing Airlines en Caricom Airways lijnvluchten op Paramaribo uit.
In 2025 werd een nieuw logeergebouw opgeleverd in het dorp en in hetzelfde jaar kwam ook het mini-kunstgrasveld af.

## Krachtcentrale
Bij Godo-olo wordt rond 2021/2022 gewerkt aan een hybride krachtcentrale. Door middel van zonne-energie is er sinds november 2022 24 uur per dag elektriciteit.